# Suojavesi
Suojavesi är en sjö i Finland. Den ligger i kommunen S:t Michel i landskapet Södra Savolax, i den södra delen av landet, 190 km nordost om huvudstaden Helsingfors. Suojavesi ligger 84,4 meter över havet. I omgivningarna runt Suojavesi växer i huvudsak blandskog. Arean är 1,89 kvadratkilometer och strandlinjen är 21,11 kilometer lång. Sjön  ingår i Vuoksens huvudavrinningsområde. 